# Ean Evans
Donald "Ean" Wayne Evans (16. září 1960 Atlanta, Georgie – 6. května 2009 Columbus, Mississippi) byl americký baskytarista skupiny Lynyrd Skynyrd, od roku 2001 až do své smrti. Do skupiny přišel po smrti Leona Wilkesona.

## Smrt
Na konci roku 2008 mu byla diagnostikována rakovina, na kterou zemřel dne 6. května 2009 ve svém domě ve městě Columbus ve státě Mississippi. Zůstala po něm jeho manželka Eva a dvě dcery Sydney a Andrea.